# Pedro Bassan
Pedro Mudrei Bassan Junior (Tupã, 20 de abril de 1972) é um jornalista e repórter brasileiro.
Como repórter esportivo, já fez a cobertura de 8 Olimpíadas e 7 Copas do Mundo. Sua primeira Olimpíada foi a de Atlanta, cobrindo para a ESPN e Rádio Bandeirantes, em 1996, e a primeira Copa foi a da França, em 1998.

## Biografia
Começou cedo no Jornalismo, onde foi revelado pela Rádio Tupã ainda na infância. Formou-se em Direito pela Faculdade do Largo São Francisco (FDUSP) da Universidade de São Paulo em 1994 e, em Jornalismo, pela Faculdade Cásper Líbero (FCL), em 1997.
Começou a ficar conhecido, em São Paulo, quando ingressou na Rádio Record, em 1991, na equipe do também tupãense Osvaldo Maciel.
Passou pela rádio Jovem Pan, onde ficou por três anos e meio até ser chamado para atuar no canal ESPN Brasil, trabalho que conciliou com a rádio Bandeirantes. Seu talento, aliado ao profissionalismo, o destacaram na cobertura esportiva da ESPN.
Seu sucesso rendeu convite para a TV Globo, que logo de início o incluiu na elite dos repórteres da emissora, sendo que atuou como correspondente internacional, tendo inclusive cobrindo a Fórmula 1.
Foi correspondente da TV Globo na China, para cobrir os preparativos e o clima que cercava o país antes de receber os Jogos Olímpicos de Verão de 2008. A partir de 2009, passou a ser correspondente da TV Globo em Lisboa, Portugal, sendo responsável pela informação em toda a Península Ibérica.
Em 2012, voltou ao Brasil e virou repórter da Globo Rio.
Em 2019, passou a apresentar os desfiles da Série A do Carnaval do Rio de Janeiro, em substituição a Carlos Gil.

## Premiações
| Ano  | Prêmio                                                                     | Categoria                               | Resultado | Ref.        |
| ---- | -------------------------------------------------------------------------- | --------------------------------------- | --------- | ----------- |
| 2006 | Comunique-se                                                               | Jornalista Esportivo - Mídia Eletrônica | Venceu    | [ 6 ] [ 7 ] |
| 2012 | Quem                                                                       | Jornalista                              | Indicado  |             |
| 2024 | Troféu ACEESP (Associação dos Cronistas Esportivos do Estado de São Paulo) | Troféu Ely Coimbra                      | Venceu    | [ 8 ]       |